# غدب باميري
غدب باميري (باللاتينية: Scrophularia pamirica ) هو نوع نباتي يتبع جنس الغدب من الفصيلة الغدبية.